# Glen or Glenda
Glen or Glenda er en amerikansk film fra 1953, instrueret af Edward D. Wood Jr. og med Wood selv, hans daværende kæreste Dolores Fuller og Bela Lugosi i hovedrollerne. Filmens tema er transvestisme og transseksualitet og udformet som et drama med dokumentariske indslag. Samtidig er filmen halv-selvbiografisk, idet Wood selv var transvestit, og filmen opfordrer til tolerance. Eftertiden har imidlertid i højere grad opfattet den som en kultfilm lige som en række andre af Woods film, idet der henvises det de beskedne produktionsomkostninger og de mange ufrivilligt komiske indslag, den indeholder.

## Baggrund
I 1952 tiltrak Christine Jorgensens kønsskifteoperation sig mange overskrifter, og producenten George Weiss, der især var bagmanden bag en række lavbudgetfilm, havde et ønske om at udnytte interessen. Det lykkedes for Ed Wood at overbevise Weiss om, at han som transvestit ville være den perfekte instruktør til filmen trods hans beskedne erfaring (han havde indtil da blot instrueret en enkelt tv-film). Wood brugte imidlertid pengene på at skabe en film om transvestisme i stedet for kønsskifte. Da filmen var færdig, var Weiss utilfreds med, at den var for kort og ikke havde holdt sig til temaet. Wood indsatte derfor et par ekstra scener om kønsskifte, og senere sørgede Weiss for, at der blev indsat et par softcore-forløb, den ene med mild bondage, og begge med reaktioner fra Wood og Lugosi flettet ind.
Den eneste grund til, at filmen fik biografpremiere, var, at den på forhånd var solgt til opførelse i et antal biografer. Filmen kendes under flere andre titler, bl.a. He or She? og I Changed My Sex.

## Indspilningen
Wood overtalte den på det tidspunkt afdankede, ludfattige og narkomaniske tidligere stjerne Bela Lugosi til at medvirke i filmen. Wood selv spiller dobbeltrollen som Glen og Glenda under pseudonymet "Daniel Davis". Glens kæreste spilles af Woods private kæreste Dolores Fuller, der imidlertid ikke på indspilningstidspunktet var bekendt med Woods transvestisme. Hun fik ikke klar besked om filmens tema, og Wood sørgede for at holde lav profil med kvindekostumer, mens Fuller var til stede. Det var først, da filmen blev prøvefremvist, at sandheden gik op for Fuller, og hun har siden sagt, at det var en ydmygende oplevelse for hende.

## Ufrivilligt komiske indslag
Filmen indeholder en række fortænkte og/eller ufrivilligt komiske indslag. Her kan nævnes, at Bela Lugosi spiller "videnskabsmanden", hvis rolle dog er uklar (nogle – som f.eks. forfatteren til Ed Wood-biografien Nightmare of Ecstasy; Rudolph Grey – mener at figuren skal tolkes som Gud). Han fungerer som en slags fortæller, der skuer ned over handlingens hovedpersoner, men har ikke rigtig nogen handlingsorienteret funktion. Lugosi omgives af en række skrækfilmsrekvisitter (såsom kranier og reagensglas) og han formaner publikum til at "passe på den store grønne drage, der sidder på dit dørtrin". I et tilfælde ses en flok løbende bisoner i videnskabsmandens ansigt uden nogen yderligere forklaring. I en række særprægede indslag vises et surrealistisk drømmeagtigt forløb, hvor Glen jages af en djævlelignende figur.

## Pudsigheder
- Edward D. Wood Jr. havde ikke turdet drømme om at få selveste Bela Lugosi med i sin film, så da han, mod forventning, fik Lugosis ja måtte han hjem og skrive videnskabsmandens scener ind i manuskriptet i løbet af én enkelt nat.

## Filmen i eftertiden
I Leonard Maltins populære Movie and Video Guide betegnes filmen som "sandsynligvis den værste film, der nogensinde er lavet", en tvivlsom ære, der hidtil var placeret hos en anden Wood-film Plan 9 from Outer Space.
I Tim Burtons film Ed Wood oplever man, hvordan Glen or Glenda bliver optaget med Johnny Depp i titelrollen.

## Eksterne Henvisninger
- Glen or Glenda på Internet Movie Database (engelsk)
- Glen or Glenda på Filmdatabasen
- Glen or Glenda på Scope
- Glen or Glenda i Svensk Filmdatabas (svensk)
- Glen or Glenda på AlloCiné (fransk)
- Glen or Glenda på MovieMeter (nederlandsk)
- Glen or Glenda på AllMovie (engelsk)
- Glen or Glenda hos American Film Institute (engelsk)
- Glen or Glendas profil hos Encyclopædia Britannica Online (engelsk)
- Glen or Glenda på Turner Classic Movies (engelsk)